# Itasy
Itasy – region Madagaskaru, ze stolicą w Miarinarivo. Dawniej należał do Prowincji Antananarywa.

## Geografia
Zajmuje powierzchnię 6 993 km² i położony jest w środkowej części wyspy. Od północnego wschodu graniczy z regionem Analamanga, od południa z Amoron'i Mania, a od północnego zachodu z regionem Bongolava. W środkowo-zachodniej części regionu leży jezioro Itasy. Przebiegają przez niego drogi RN 1, RN 31b i RN 43.

## Demografia
Jego zaludnienie wynosiło w 1993 roku 461 697 osób. W 2004 wynosiło ok. 643 000. Według spisu z 2018 populacja wzrosła do 898,5 tys. mieszkańców.

## Podział administracyjny
W skład regionu wchodzą 3 dystrykty:
- Arivonimamo
- Miarinarivo
- Soavinandriana